# Joseph Wild
Joseph Wild (v.1759-25 mai 1847) est un explorateur australien.

## Biographie
Condamné pour cambriolage le 21 août 1793, il arrive en Australie comme forçat avec son frère George (mort en 1812) en 1797 puis entre au service de Charles Throsby avec qui il effectue de nombreuses expéditions d'exploration de la Nouvelle-Galles du Sud dont la plus importante entre Sydney et Melbourne durant laquelle il découvre le lac George. 
Gracié en 1815, il devient gendarme de la zone de l'actuelle Illawara puis, responsable de la police du comté d'Argyll (1821). 
Il meurt tué par un taureau sur les rives de la Wingecarribee River (en) le 25 mai 1847. Il est la première personne à être inhumé dans le cimetière de Bong Bong (en). 